# Staatliches Krisen- und Katastrophenschutzmanagement
Unter Staatlichem Krisen- und Katastrophenschutzmanagement (SKKM) versteht man in Österreich im Wesentlichen die Koordination der Maßnahmen von Behörden und Einsatzorganisationen bei der Bewältigung von nicht alltäglichen Gefahren, Schadensereignissen und Katastrophen im In- und Ausland durch das Bundesministerium für Inneres.

## Geschichte
Im Jahr 1986 zeigte die Reaktorkatastrophe von Tschernobyl erstmals deutlich, dass auch technische Gefahren massive grenzüberschreitende Auswirkungen haben können. Am 3. November 1986 wurde daher aufgrund der Erfahrungen bei der Bewältigung der Folgen von Tschernobyl durch die Bundesregierung die Einrichtung eines Staatlichen Krisenmanagements beim Bundeskanzleramt beschlossen. Als Reaktion auf die Lawinenkatastrophe von Galtür, das Grubenunglück von Lassing und den Tauerntunnelbrand wurde im Jahr 2000 im Bundesministerium für Inneres die Zuständigkeit für die Koordination des Staatlichen Katastrophenschutzmanagements begründet. Im Jahr 2003 wurden schließlich diese beiden Zuständigkeiten im Bundesministerium für Inneres fusioniert und die Strukturen als Staatliches Krisen- und Katastrophenschutzmanagement (SKKM) vereinheitlicht. Die Verwaltungsorganisation für die Koordination des Staatlichen Krisen- und Katastrophenschutzmanagements wurde mit Ministerratsbeschluss vom 20. Jänner 2004 über die Neuorganisation des Staatlichen Krisen- und Katastrophenschutzmanagements und der internationalen Katastrophenhilfe (SKKM) festgelegt. Den wichtigsten Teil dieses Beschlusses bildet die Einrichtung eines Koordinationsgremiums beim BM.I unter dem Vorsitz des Generaldirektors für die öffentliche Sicherheit. Vertreten sind darin alle Bundesministerien sowie die Bundesländer und Einsatzorganisationen.
Da zunächst im Jahr 1986 ein Staatliches Krisenmanagement eingerichtet wurde und erst im Jahr 2000 eine Koordinationszuständigkeit für Katastrophenschutzmanagement auf Bundesebene begründet wurde, wird bis heute im Bundesministeriengesetz zwischen Krisen- und Katastrophenschutzmanagement differenziert, obwohl seit 2004 nur ein Koordinationsverfahren mehr hierfür besteht.

## Grundbegriffe im Krisen- und Katastrophenmanagement
Die in Rechtstexten verwendeten grundlegenden Begriffe im Krisen- und Katastrophenschutzmanagement sind aufgrund der überwiegenden Landeszuständigkeit nicht einheitlich. Im Bundesrecht existiert überhaupt kein genormter Krisen- oder Katastrophenbegriff. Folgende Grundbegriffe finden sich hingegen im Bundes- und Landesrecht: Katastrophenvorbeugung, vorbeugender Katastrophenschutz (synonym für Katastrophenvorsorge), Katastrophenhilfe, Katastrophenabwehr, Katastrophenbekämpfung, Katastrophenpolizei, abwehrender Katastrophenschutz (als Elemente der Katastrophenbewältigung), Katastrophenmanagement, Katastrophenschutzmanagement (Wortlaut gemäß Bundesministeriengesetz), Krisenmanagement.
Zur Vermeidung von potenziellen Problemen, die aus einem uneinheitlichen Begriffsverständnis resultierten könnten, wurde auch durch das Österreichische Normungsinstitut (Normungskomitee 246 „Integriertes Notfall- und Katastrophenmanagement“) ein einheitliches österreichisches Katastrophenmanagement-Glossar erarbeitet und als ÖNORM S 2304 „Integriertes Katastrophenmanagement-Benennungen und Definitionen“ aufgelegt. Folgende Begriffe der ÖNORM S 2304 sind von zentraler Bedeutung für das Katastrophenmanagement.

Elemente des Katastrophenmanagements

- Eine Katastrophe ist entsprechend den Legaldefinitionen in den österreichischen Landesgesetzen bzw. gemäß ÖNORM S 2304 im Wesentlichen ein Ereignis, bei dem Leben oder Gesundheit einer Vielzahl von Menschen, die Umwelt oder bedeutende Sachwerte in außergewöhnlichem Ausmaß gefährdet oder geschädigt werden und die Abwehr oder Bekämpfung der Gefahr oder des Schadens einen durch eine Behörde koordinierten Einsatz der dafür notwendigen Kräfte und Mittel erfordert. Der Eintritt eines Ereignisses, dass die Voraussetzungen einer Katastrophe erfüllt, ist durch die zuständige Katastrophenbehörde festzustellen. An die Feststellung der Katastrophe knüpfen Rechtsfolgen an, vor allem die einheitliche Leitung durch eine Behörde, die Möglichkeit besonderer Zwangsbefugnisse sowie eine Kostentragung für Maßnahmen der Katastrophenbewältigung durch das Land.
- Katastrophenmanagement umfasst die Gesamtheit aller aufeinander abgestimmten Maßnahmen in den Bereichen Katastrophenvermeidung, Katastrophenvorsorge, Katastrophenbewältigung und Wiederherstellung nach Katastrophen, einschließlich der laufenden Evaluierung der in diesen Bereichen getroffenen Maßnahmen. Unter das Katastrophenmanagement fallen somit alle Maßnahmen des damit gleichzeitig definierten Katastrophenmanagementzyklus.
- Katastrophenhilfe ist ein Teil des Katastrophenmanagements und besteht aus der Gesamtheit aller nach Eintritt einer Katastrophe getroffenen Maßnahmen in den Bereichen Katastrophenbewältigung und Wiederherstellung.
- Katastrophenschutz ist die Gesamtheit aller vor Eintritt einer Katastrophe getroffenen Maßnahmen in den Bereichen Katastrophenvermeidung und Katastrophenvorsorge.
- Unter Katastrophenvermeidung bzw. Katastrophenprävention versteht man die Gesamtheit aller vorbeugenden Maßnahmen zur Minimierung der Eintrittswahrscheinlichkeit und der Auswirkungen einer Katastrophe. Unter Vermeidung fallen alle Maßnahmen, die dazu führen, dass keine oder nur abgemilderte Schadensereignisse eintreten, wie aktive und passive Hochwasserschutzmaßnahmen oder Bauverbote in gefährdeten Gebieten.
- Katastrophenvorsorge ist die Gesamtheit aller vorbereitenden Maßnahmen zum Abwehren und Bekämpfen der Gefahren und Schäden, die von einer möglichen Katastrophe ausgehen können. Unter Vorsorge fallen somit alle Maßnahmen zur Vorbereitung auf die Bewältigung einer Katastrophe. Vorsorge setzt somit dort an, wo die Vermeidung endet oder nicht möglich ist. Vermeidung und Vorsorge sollten auf einer Risikoanalyse aufbauen.
- Katastrophenbewältigung ist die Gesamtheit aller Maßnahmen der Behörden, Einsatzorganisationen und berufenen Einrichtungen sowie Privater und Betroffener mit dem Ziel, die von einer Katastrophe herbeigeführten Gefahren und Schäden abzuwehren und zu bekämpfen, um die Grundlagen des öffentlichen Lebens (insbesondere die Ordnung und Sicherheit sowie die lebensnotwendige Grundversorgung) sicherzustellen und zur Wiederherstellung übergehen zu können. Unter die Bewältigung fallen somit zeitlich limitierte Maßnahmen unmittelbar nach einem Ereignis. Katastropheneinsatz ist Teil der Bewältigung. Man versteht darunter ein durch eine Katastrophe ausgelöstes, gemäß den gesetzlichen Bestimmungen organisiertes Vorgehen von Kräften der Behörden, Einsatzorganisationen und berufenen Einrichtungen zum Zweck der Katastrophenbewältigung.
- Wiederherstellung ist schließlich die längerfristige Herstellung des Zustandes vor der Katastrophe einschließlich neuer Präventionsmaßnahmen. Umfassendes Katastrophenmanagement führt somit zu einer kontinuierlichen Verbesserung der Katastrophenprävention, einer Minimierung des Katastrophenrisikos und einer Optimierung der Vorsorge.

Katastrophenmanagement ist somit ein permanenter Prozess, der nicht auf die reine Bewältigung von eingetretenen Katastrophen beschränkt ist.
Zivilschutz war ursprünglich der Schutz der Zivilbevölkerung in den militärischen Anlassfällen der Umfassenden Landesverteidigung, dem Krisenfall, Neutralitäts- und Verteidigungsfall, einschließlich der Folgen solcher Ereignisse rund um Österreich (durch die Neutralität Österreichs ging man neben Durchmarschtaktiken durch Österreich vorrangig auch von Atomkriegsfolgen in den Nachbarländern aus). Im heutigen Sprachgebrauch ist insbesondere aufgrund des Wegfalls der direkten militärischen Bedrohung der Begriff des Zivilschutzes mit dem des Katastrophenschutzes weitgehend verschmolzen; in der Praxis beinhaltet der Zivilschutz aber immer noch die Komponente des Schutzes der Zivilbevölkerung im militärischen Anlassfall – dem 21. Jahrhundert angepasst auch vor paramilitärischer Bedrohung, insbesondere Terrorismus. Zivilschutz ist daher die Gesamtheit aller Maßnahmen zum Schutz der Bevölkerung vor Gefahren, die von Naturereignissen, technischen, und von menschlichen Gewalt-Ereignissen ausgehen, und ist im österreichischen Sprachgebrauch der Oberbegriff zu Katastrophenschutz.

## Strukturen des SKKM
Der Gesamtkomplex der Verwaltungsaufgaben im Zusammenhang mit der Vermeidung und Bewältigung von Katastrophen verteilt sich in Österreich auf alle Gebietskörperschaften. Die Bewältigung von Katastrophen und deren Auswirkungen obliegt den Bundesländern, soweit (ausnahmsweise) keine besonderen Bundeszuständigkeiten bestehen (siehe Abschnitt Kompetenzverteilung). Die alltägliche Gefahrenabwehr obliegt den Gemeinden (örtliche Gefahrenpolizei, örtliches Rettungswesen) bzw. dem Bürgermeister als Gemeindebehörde. Die Leitung eines Katastropheneinsatzes erfolgt im Sinne des Subsidiaritätsprinzips aufsteigend durch den Bürgermeister, den Leiter der Bezirksverwaltungsbehörde oder die Landesregierung. Im föderalen österreichischen Verwaltungssystem ist aufgrund der Kompetenzverteilung darüber hinaus eine Katastrophen-Einsatzleitung auf Bundesebene nicht möglich. Nur in einzelnen Verwaltungsbereichen obliegt dem Bund auch die Bekämpfung der Auswirkungen einer Katastrophe (siehe Abschnitt Kompetenzverteilung).
Die Koordination bzw. Kooperation der Bundesländer untereinander erfolgt bei großen Katastrophen auf freiwilliger Basis im Wege der Landeswarnzentralen (LWZ) bzw. der Landesverbände und Dachverbände der Einsatzorganisationen. Auf Bundesebene legt das Bundesministeriengesetz fest, dass das Bundesministerium für Inneres für die Koordination in Angelegenheiten des staatlichen Krisenmanagements und des staatlichen Katastrophenschutzmanagements sowie für die internationale Katastrophenhilfe zuständig ist. Die Koordinationszuständigkeit des BMI umfasst demnach den Aufgabenbereich des Bundes im Krisen- und Katastrophenschutzmanagement, nicht jedoch den Aufgabenbereich der Länder. Daher ist hier die Bundeswarnzentrale (BWZ) als Koordinations- und Ansprechstelle ansässig, die primär alle beteiligten Akteure (Behörden des Bundes, die Bundesdienste wie Wetter-, Hochwasserdienst, die Länder, alle Einsatzkräfte und sonstige Organisationen) – einschließlich ausländischen – vernetzt. Sie wird vom Generaldirektor für die öffentliche Sicherheit (GDföS) geleitet.

## Kompetenzverteilung
Die Verteilung der Kompetenzen zur hoheitlichen Gesetzgebung und Vollziehung der Katastrophenvermeidung, -vorsorge und -bewältigung zwischen Bund und Ländern ist in Österreich komplex. Die Bundesverfassung definiert keinen „Krisen- oder Katastrophenfall“ und weist diese Angelegenheit somit auch keiner Gebietskörperschaft zur abschließenden Regelung zu, sie verteilt die Regelungsaufgaben vielmehr zwischen Bund und Ländern. Das Fehlen eines eigenen Kompetenztatbestands „Katastrophenbewältigung“ oder „Katastrophenhilfe“ zugunsten des Bundes führt allerdings nicht dazu, dass gemäß der in der Bundesverfassung enthaltenen Generalklausel der grundsätzlichen Landeszuständigkeit die Gesetzgebungs- und Vollzugskompetenz ausschließlich den Ländern verbleibt. Vielmehr ist im Wege der Auslegung der Kompetenztatbestände des Bundes zu prüfen, ob der Gesichtspunkt – der Katastrophenbewältigung beim jeweiligen Kompetenztatbestand inkludiert ist. Eine Bundeskompetenz zur Katastrophenbewältigung lässt sich nach herrschender Lehre beim Gesundheits- und Veterinärwesen, also vor allem bei der Bekämpfung von Seuchen, z. T. beim Verkehrswesen, bei Flugzeugunglücksfällen, und beim Forstwesen bejahen. Darüber hinaus liegt auch der Schwerpunkt der Regelung der Katastrophenvermeidung beim Bundesgesetzgeber. Hingegen gibt es in anderen Bereichen wie dem Anlagenrecht oder dem Wasserrecht, insbesondere bei eingetretenem Hochwasser, keine Zuständigkeit des Bundes zur Regelung der Katastrophenbewältigung, obgleich es sich um Bundeskompetenzen handelt. Insofern liegt der Schwerpunkt der Katastrophenbewältigung bei den Ländern. Darüber hinaus erklärt Art. 10 Abs. 1 Z. 12 B-VG das „Rettungswesen“ ausdrücklich zur Landeskompetenz, woraus ebenfalls allgemein abgeleitet wird, dass die Zuständigkeit zu „Hilfs- und Rettungsmaßnahmen im Katastrophenfall“ (mit den oben beschriebenen Einschränkungen) bei den Ländern liegt. Diese haben durchwegs Katastrophenhilfegesetze erlassen, die je nach Ausmaß der Katastrophe Bürgermeister, Bezirksverwaltungsbehörde und Landesregierung als Katastrophenschutzbehörden vorsehen, welche sich eines Katastrophenhilfsdienstes zu bedienen haben, an dem auch Bundesorgane mitwirken können.